# Хочко Похорє
Хочко Похорє (словен. Hočko Pohorje) — поселення в общині Хоче-Сливниця, Подравський регіон‎, Словенія.